# Думська вулиця (Ніжин)
Думська вулиця — вулиця міста Ніжина. Пролягає від вулиці Батюка до Міщанської вулиці.
Немає сусідніх вулиць.

## Історія
«Думська вулиця» відома із ХІХ століття. Після більшовицької окупації «Думська вулиця» перейменована на «Радянську вулицю».
На перехресті з вулицею Батюка в ХІХ — на початку ХХ століття був розташований готель «Лівадія» — зараз стоматологічна поліклініка (вулиця Батюка, будинок № 7). На місці, де були дворянська садиба та невеликий театр «Шато-де-Флер», було розміщено міську друкарню газети «Під прапором Леніна» — нині Ніжинську районну друкарню (будинок № 3А). 1919 року почала видаватися газета під назвою «Известия-Вісті». Вона кілька разів змінювала назву, так з 1963 року по 1991 рік мала назву «Під прапором Леніна», нині — «Ніжинський вісник». У будинку № 5 у січні 1921 року проходив перший повітовий з'їзд комсомолу; події на фасаді будинку було встановлено меморіальну дошку (нині демонтовано).
Вулиці повернули історичну назву Думська — на честь Ніжинської міської думи, до якої вела ця вулиця.

## Забудова
Вулиця пролягає у південно-східному напрямку — від скверу імені М. Гоголя до Ніжинської міської думи. Парна та непарна сторони вулиці зайняті садибною та малоповерховою (одно-двоповерхові будинки) забудовою.
Установи:
1. будинок № 1 — Музей «Ніжинська поштова станція»
2. будинок № 3А — Ніжинська районна друкарня
3. будинок № 4 — Державна санітарно-епідеміологічна служба

Пам'ятники архітектури чи історії:
1. будинок № 1 — Житловий будинок (Житловий будинок Кушакевича) — архітектури місцевого значення
2. будинок № 4 — Комплекс будівель поштової станції (Готель, стайні поштової станції) — архітектури місцевого значення
3. будинок № 5 — Будинок поміщика Кашинцева — історії місцевого значення